# Vlag van Ourense

Vlag van de provincie Ourense

De vlag van de Spaanse provincie Ourense bestaat uit een blauw veld waarop aan de rechterkant elf witte cirkels boven elkaar zijn geplaatst. Deze elf cirkels staan voor het aantal rivieren dat door de provincie stroomt. De vlag werd voor het eerst op 9 oktober 1997 aangenomen en nogmaals op aangenomen 30 januari 1998. Wanneer de vlag in of aan de gevel van overheidsgebouwen hangt, moet het provinciale wapen in het midden van de vlag worden geplaatst.